# 電弱時期
電弱時期是宇宙早期演化中的時期，在物理宇宙學中宇宙的溫度不夠高到能讓電磁和弱交互作用合併成單一的電弱交互作用( > 100 GeV)。電弱時期大約開始於大爆炸之後的10-36秒，當強力從電弱交互作用中分離的時候。這次的相變觸發一段名為宇宙暴脹的指數型擴張。大約在大爆炸之後的10-33秒，在極短的時間內，空間超快速的膨脹。受到能量場的排斥，在遠短於一秒的時間內從原子的大小暴脹至柚子的大小。暴脹還會生成兩種波（密度波和引力波）沿著量子漲落成為影響日後星系聚類的結構。一些聳動的建議認為這次暴脹是永恆的，而且可能產生了包括我們的宇宙在內的多重宇宙。目前的概念是已經通過當今學術界嚴肅的辯論，但仍然是一種猜想。大約在大爆炸之後的10-32秒，暴脹時期的暴脹場位能釋放導致宇宙的暴脹，使宇宙充滿了濃密、熱的夸克-膠子漿。在這個階段有著高能量的粒子交互作用創造出大量的不穩定粒子，包括W及Z玻色子和希格斯玻色子。當宇宙膨脹和變冷，交互作用變得不太活躍，並且當宇宙年齡大約是10-12秒時，W及Z玻色子停止創建，剩餘的W及Z玻色子很快的衰變，弱交互作用在接下來的夸克時期成為短程力。
在暴脹時期之後，電弱時期的物理只有少許的推測，而大部分是比在之前更早各時期的宇宙有著更好的瞭解。W及Z玻色子的存在已經被證明，電弱理論的其它預測也經過實驗驗證。